# Bang 3
Bang 3 — другий студійний альбом американського репера Chief Keef, що вийшов 1 серпня 2015 р. Є сиквелом до мікстейпів Bang (2011) та Bang, Part 2 (2013). 1 серпня невідомі передчасно виклали платівку на audiomack. Попередня дата релізу: 18 серпня. Репер пригрозив сайту позовом. Урешті-решт до програвача audiomack додали посилання на придбання альбому в онлайн-крамниці лейблу FilmOn Music, де його видали 1 серпня після витоку. 18 вересня вийшов Bang 3, Pt. 2.

## Передісторія
Bang 3 спершу мав вийти як мікстейп 3 березня 2014. Проте у лютому 2014 менеджер репера, Піда Пен, сповістив, що реліз стане повноформатним альбомом. Наприкінці лютого оголосили плани Кіфа випустити мікстейп Bang 4 як прев'ю Bang 3. Обидва релізи переносили безліч разів. Зрештою в листопаді виконавець анонсував вихід B4 da EP bfo B3 24 грудня, а Bang 3 — днем потому.
Коли репер ще був на Interscope Records співробітник лейблу, Ларрі Джексон, анонсував реліз 10 червня. Пізніше платівку відклали на 30 вересня, після наступного перенесення репер покинув компанію, попри запевнення Джексона в підтримці Interscope. AllHipHop повідомили про незацікавленість Interscope у випуску другого студійного альбому. Анонімне джерело новини зазначило: «Кіфова команда намагалася провести офіційні зустрічі, але нічого не зрушило з місця». Проблеми репера із законом схоже спричинили «непомітне відмежування» Interscope від Кіфа.
Після залишення лейблу виконавець висловив намір видати записаний матеріал самостійно. Крім того, Кіф підтвердив намір підготувати різдвяний реліз платівки. Однак план не здійснився.
У липні 2014 року репер оприлюднив попередній треклист. Запрошеними гостями були: Lil B («Irri»), A$AP Rocky («SuperHeroes n Villains»). Через передчасне потрапляння до мережі завдяки audiomack багато сайтів поширили матеріал, позначивши його як мікстейп.

## Сингли
11 березня 2014 вийшов перший сингл «Fuck Rehab». У пісні висловлено ставлення виконавця до реабілітації (Кіф відбув 90-денний курс реабілітації, присуджений після позитивного висліду тестування на марихуану під час пробації). На окремок, виданий Interscope, існує відеокліп.

## Список пісень
| #   | Назва                                  | Автор                                  | Продюсер(и)             | Тривалість |
| --- | -------------------------------------- | -------------------------------------- | ----------------------- | ---------- |
| 1.  | «Laurel Canyon»                        | Кіт Козарт Даррелл Джексон             | Chopsquad DJ            | 3:34       |
| 2.  | «Cappin»                               | Козарт Екзев'є Дотсон                  | Zaytoven                | 3:16       |
| 3.  | «Unstoppable»                          | Козарт Джексон                         | Chopsquad DJ            | 3:25       |
| 4.  | «Superheroes» (з участю A$AP Rocky)    | Козарт Ракім Меєрс Декантер Александре | Slam                    | 4:02       |
| 5.  | «Singing to the Cheese»                | Козарт                                 | Chief Keef              | 3:07       |
| 6.  | «Pick One»                             | Козарт Дон Паскалл                     | DP Beats                | 3:14       |
| 7.  | «New School»                           | Козарт Дотсон                          | Zaytoven                | 3:28       |
| 8.  | «Facts»                                | Козарт                                 | Chief Keef              | 3:47       |
| 9.  | «I Just Wanna» (з участю Mac Miller)   | Козарт Джексон Малкольм МакКормік      | Chief Keef Chopsquad DJ | 5:18       |
| 10. | «Yes»                                  | Козарт Джексон                         | Chopsquad DJ            | 3:29       |
| 11. | «Ain't Missing You» (з участю Jenn Em) | Козарт Елкі Девід Брендон Говард       | Alki David B Howard     | 3:19       |
| 12. | «Million$»                             | Козарт Dotson                          | Zaytoven                | 3:03       |
| 13. | «Go Harder»                            | Козарт                                 | Chief Keef              | 2:57       |
| 14. | «Green Light»                          | Козарт                                 | Chief Keef              | 3:08       |

Реліз разом із Bang 3, Pt. 2 потрапив до бокс-сету Bang 3.
| Бонус-треки FilmOn після підтвердження купівлі бокс-сету | Бонус-треки FilmOn після підтвердження купівлі бокс-сету | Бонус-треки FilmOn після підтвердження купівлі бокс-сету | Бонус-треки FilmOn після підтвердження купівлі бокс-сету | Бонус-треки FilmOn після підтвердження купівлі бокс-сету |
| #                                                        | Назва                                                    | Автор                                                    | Продюсер(и)                                              | Тривалість                                               |
| -------------------------------------------------------- | -------------------------------------------------------- | -------------------------------------------------------- | -------------------------------------------------------- | -------------------------------------------------------- |
| 1.                                                       | «T'd»                                                    | Козарт Паскалл                                           | Chief Keef DP Beats                                      | 3:14                                                     |
| 2.                                                       | «Ignorant»                                               | Козарт                                                   | Wolves                                                   | 6:26                                                     |
| 3.                                                       | «Told Ya»                                                | Козарт                                                   | Chief Keef                                               | 2:53                                                     |
| 4.                                                       | «Off the Tooka» (з участю Tadoe)                         |                                                          | YK808                                                    | 2:12                                                     |
| 5.                                                       | «Real Money»                                             | Козарт                                                   | Chief Keef                                               | 3:14                                                     |
| 17:59                                                    |                                                          |                                                          |                                                          |                                                          |

Семпли
- «Ain't Missing You» містить семпл з «Missing You» у вик. Джона Вейта.[25]

## Чартові позиції
| Чарт (2015)               | Найвища позиція |
| ------------------------- | --------------- |
| США                       | 131             |
| US Rap Albums             | 9               |
| US Top R&B/Hip-Hop Albums | 13              |